# Diocesi di Tronto
La diocesi di Tronto (in latino Dioecesis Truentina) è una sede soppressa e sede titolare della Chiesa cattolica.

## Storia
Truentum, antica città del Piceno, alle foci del fiume omonimo, fu sede episcopale nei primi secoli del cristianesimo, attestata nella seconda metà del V secolo.
Di questa diocesi si conosce un solo vescovo, Vitale, che nel 483 era stato inviato, con il vescovo Miseno di Cuma, a Costantinopoli da papa Felice III come suo legato nella delicata questione del patriarca Acacio e dell'illegittima occupazione della sede alessandrina ad opera di Pietro Mongo. Per aver stretto legami con quest'ultimo, al loro ritorno in Italia nel 485 Vitale e Miseno furono deposti dalla loro sede e scomunicati. Vitale era già morto nel maggio del 495, come attestano gli atti del concilio celebrato a Roma in quel mese da papa Gelasio I, durante il quale Miseno venne riabilitato e reintegrato nella comunione con la Chiesa romana, mentre fu mantenuta la condanna di Vitale.
Non si conosce nient'altro di questa antica diocesi.
Dal 1966 Tronto è annoverata tra le sedi vescovili titolari della Chiesa cattolica; la sede è vacante dal 18 giugno 2025.

## Cronotassi

### Vescovi residenti
- Vitale † (prima del 483 - 485 deposto)

### Vescovi titolari
- Michael Ryan Patrick Dempsey † (2 maggio 1968 - 8 gennaio 1974 deceduto)
- Francesco Colasuonno † (6 dicembre 1974 - 21 febbraio 1998 nominato cardinale diacono di Sant'Eugenio)
- Mario Roberto Cassari † (3 agosto 1999 - 19 agosto 2017 deceduto)
- Michael William Fisher (8 giugno 2018 - 1º dicembre 2020 nominato vescovo di Buffalo)
- Benoni Ambăruş (20 marzo 2021 - 18 giugno 2025 nominato arcivescovo di Matera-Irsina e vescovo di Tricarico)